# San Lorenzello

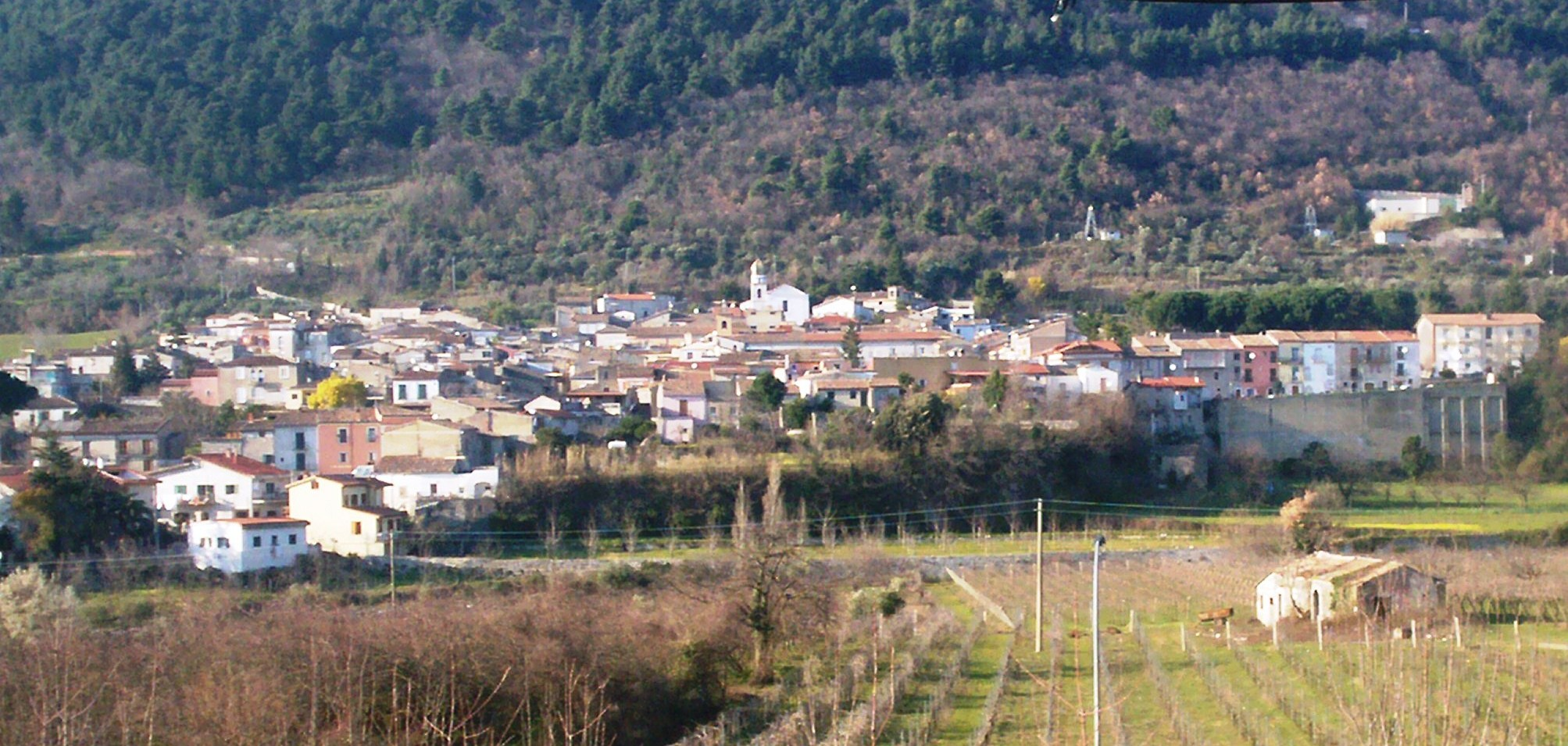
San Lorenzello

San Lorenzello ist eine Gemeinde in Italien in der Region Kampanien in der Provinz Benevento mit 2112 Einwohnern (Stand 31. Dezember 2023). Sie ist Bestandteil der Bergkommune Comunità Montana Titerno e Alto Tammaro.

## Geographie
Die Gemeinde liegt etwa 20 km nordwestlich der Provinzhauptstadt Benevento. Die Nachbargemeinden sind Castelvenere, Cerreto Sannita, Cusano Mutri, Faicchio, Guardia Sanframondi und San Salvatore Telesino.

## Wirtschaft
Die Gemeinde lebt hauptsächlich von der Landwirtschaft.

## Infrastruktur

### Straße
- Staatsstraße Benevento-Termoli

### Bahn
- Bahnstrecke Benevento–Campobasso

### Flug
- Flughafen Neapel

## Städtepartnerschaften
- Striano – Italien seit 2010